# Believe Again
Believe Again är en sång som tävlade för Danmark i Eurovision Song Contest 2009. Den kom på 13 plats med 74 poäng (i finalen). Den deltog först i semifinal 2, där den gick vidare. Den kom på 8 plats, med 69 poäng (i semifinalen). Den deltog också i Dansk melodi grand prix 2009, där den vann.